# Dumb Loud Hollow Twang
Dumb Loud Hollow Twang je debitantski studijski album hrvatske surf rock skupine, The Bambi Molesters. Grupa nije bila zadovoljna kvalitetom snimanja ni produkcijskim uvjetima, te je album ponovno snimljen u hi-fi kvaliteti zvuka u rujnu 2003. kao remake album.

## Popis pjesama
Sve pjesme su napisali i skladali Dalibor Pavičić i Dinko Tomljanović.
A–strana
| Br. | Skladba                                    | Trajanje |
| --- | ------------------------------------------ | -------- |
| 1.  | »Wanganui«                                 | 2:11     |
| 2.  | »Long Gun«                                 | 2:30     |
| 3.  | »Hawaii Joe«                               | 2:05     |
| 4.  | »Catatoyna«                                | 3:49     |
| 5.  | »Big Time Action«                          | 2:25     |
| 6.  | »Point Break«                              | 4:29     |
| 7.  | »Sun Stroke«                               | 3:17     |
| 8.  | »Standing on the Nose in a Stylish Manner« | 2:05     |

B–strana
| Br. | Skladba                | Trajanje |
| --- | ---------------------- | -------- |
| 1.  | »Tremor«               | 2:45     |
| 2.  | »Glider«               | 3:14     |
| 3.  | »Hot Water Pool«       | 1:48     |
| 4.  | »Beach Murder Mystery« | 2:23     |
| 5.  | »Coastal Disturbance«  | 2:09     |
| 6.  | »Landlocked«           | 3:03     |
| 7.  | »Pearl Divin'«         | 4:12     |

## Produkcija
- Phil Dirt – producent
- Gojko Tomljanović – inženjer

The Bambi Molesters
- Dalibor Pavičić – gitara
- Dinko Tomljanović – gitara
- Lada Furlan – bas-gitara
- Hrvoje Zaborac – bubnjevi

Gosti suradnici
- Oliver Ereš – saksofon
- Andrej Jakuš – truba
- Doris Karamatić – harfa
- Neven Frangeš – hammond, teremin, klavir

## Vanjske poveznice
- Dumb Loud Hollow Twang, Grooveshark.